# ロシアのすたるじい
『ロシアのすたるじい』は、1994年12月19日にCDで発売された加藤登紀子のオリジナルアルバムである (LP盤の発売は1971年2月1日)。

## 解説
本来は、ポピュラー音楽の曲も多い「ロシア民謡」は、日本ではクラシック系の歌手によって歌われる場合が多い。そのロシア民謡を、ロシア料理店「スンガリー」経営者の娘として育った歌手の加藤登紀子が歌うアルバムが実現した。レーベルはポリドールである。1971年にLPレコードで、「ロシアのすたるじい」の名前でリリースされたとの情報がある。「カチューシャ」や「ともしび」のような有名な曲から、「フブリチキ」や「サラベイ」のようにあまり知られない曲まで、合計14曲が収録されている。
「カチューシャ」「満州の丘に立ちて」「モスクワ郊外の夕べ」などは、歌詞の一部をロシア語で歌っている。
なお、加藤登紀子のヒット曲になり、1989年の『第40回NHK紅白歌合戦』の歌唱曲になったロシア歌謡の「百万本のバラ」は含まれていない。
AmazonやiTUNE で、「ロシアのすたるじい」の有料音楽配信サービスを行っている。

## 収録曲
1994年発売のCD
1. カチューシャ
2. 道
3. 暗い夜
4. 街頭
5. 満州の丘に立ちて
6. モスクワ郊外の夕べ
7. ともしび
8. 赤いサラファン
9. ウラルのグミの木
10. ブブリチキ
11. 淋しいアコーディオン
12. 黒い瞳の
13. サラベイ
14. 草原